# Charles Duhigg
Charles Duhhigg (Novo México, 1974) é um repórter estadunidense, ganhador do Prêmio Pulitzer, que trabalha para o jornal The New York Times, graduado pela Universidade Yale e Harvard Business School, situado em Nova York. Autor de dois livros sobre hábitos e produtividade, intitulados O Poder do Hábito e Mais Rápido e Melhor.

## Vida Pregressa
Charles Duhigg nasceu em 1974 em New Mexico. Ele se formou na Universidade Yale e obteve um MBA da Harvard Business School.

## Carreira
Duhigg é um ex-redator da equipe do Los Angeles Times. Entre 2006 e 2017, ele foi repórter no The New York Times. Atualmente escreve para o New York Times Magazine e outras publicações.
Duhigg fez parte de uma equipe de repórteres do New York Times que ganhou o Prêmio Pulitzer de Reportagem Explicativa de 2013 por uma série de 10 artigos sobre as práticas de negócios da Apple e de outras empresas de tecnologia. Duhigg escreveu ou co-escreveu as séries de reportagens Toxic Waters, Golden Opportunities, e fez parte da equipe que escreveu The Reckoning.
O livro de Duhigg sobre a ciência da formação de hábitos, intitulado O Poder do Hábito: por que fazemos o que fazemos na vida e nos negócios, foi publicado pela Random House em 28 de Fevereiro de 2012. Um extrato foi publicado no New York Times, intitulado: "Como as empresas aprendem seus segredos". O Poder do Hábito passou mais de três anos nas listas de best-sellers do New York Times.
Ele também é o autor de Mais Rápido e Melhor: Os segredos da produtividade na vida e nos negócios, que foi lançado em 8 de Março de 2016. Tornou-se best-seller no New York Times em 27 de Março de 2016.

## Vida Pessoal
Duhigg mora no Brooklyn, New York City.

## Livros
- The Power of Habit: Why We Do What We Do in Life and Business O Poder do Hábito: por que fazemos o que fazemos na vida e nos negócios[11][12][13]
- Smarter Faster Better: The Secrets of Being Productive in Life and Business Mais Rápido e Melhor: Os segredos da produtividade na vida e nos negócios
- Supercommunicators: How to Unlock the Secret Language of Connection

## Ligações Externas
- Seção no New York Times
- Site Oficial